# Succinea unicolor
Succinea unicolor är en snäckart som beskrevs av Tryon 1866. Succinea unicolor ingår i släktet Succinea och familjen bärnstenssnäckor. Inga underarter finns listade i Catalogue of Life.